# Himalayoligus nepalensis
Himalayoligus nepalensis là một loài bọ cánh cứng trong họ Byrrhidae. Loài này được Jaeger & Puetz miêu tả khoa học năm 2003.